# Fataluku

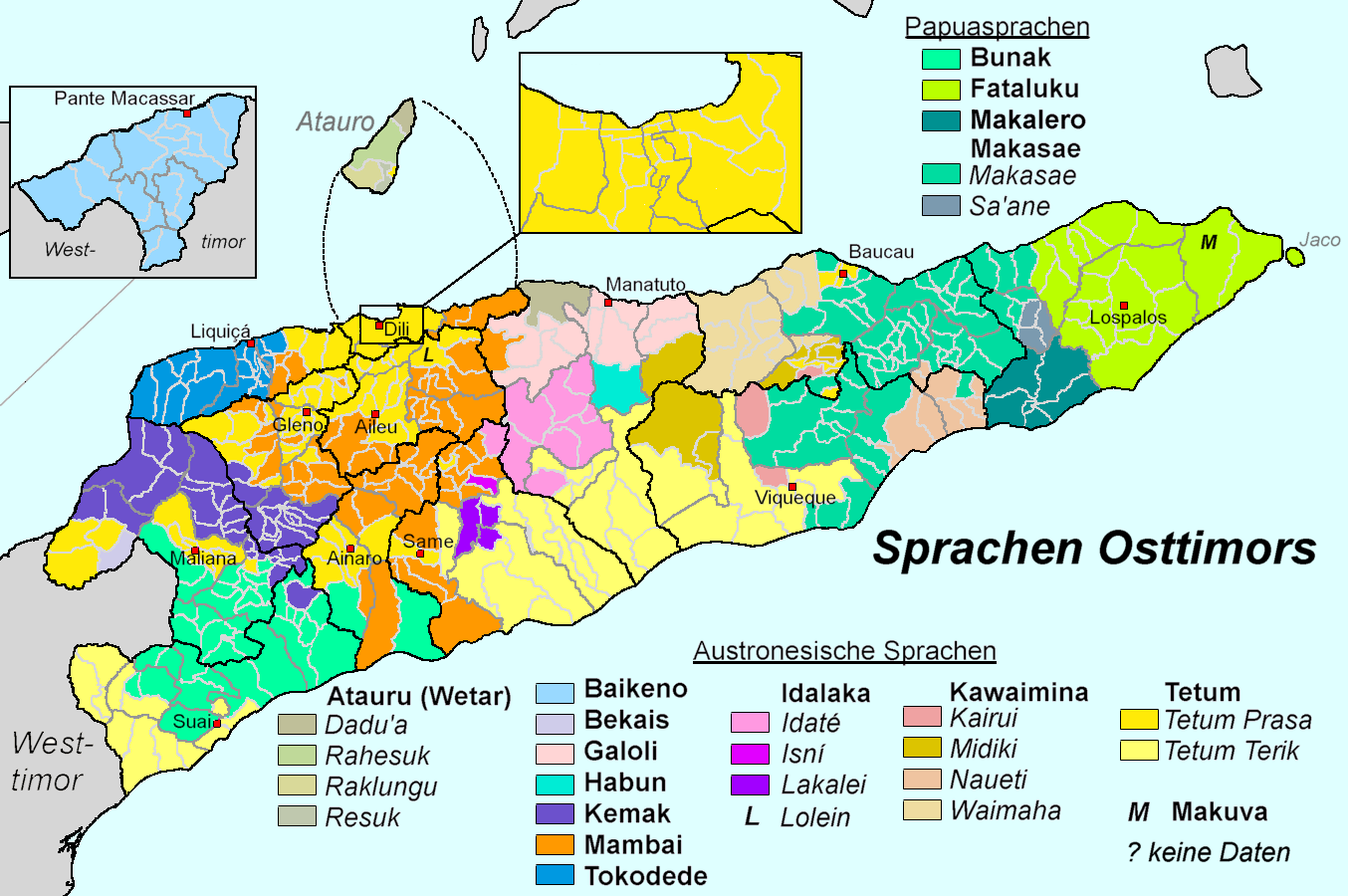
Het gebied op Timor waar Fataluku wordt gesproken in het groen.

Het Fataluku is een van de talen van Oost-Timor. Net als het Makasai, Makalero en Bunak behoort het Fataluku tot de Papoeatalen.
Het Fataluku heeft ongeveer 30.000 sprekers, die wonen in het district Lautém, in het uiterste oosten van Oost-Timor.